# Xiaomi Redmi Note 8
Redmi Note 8, Redmi Note 8T và Redmi Note 8 Pro là dòng điện thoại thông minh được phát triển bởi Redmi, một thương hiệu con của Công ty Xiaomi. Redmi Note 8 chính thức ra mắt vào ngày 29 tháng 8 năm 2019 trong một sự kiện được tổ chức tại Trung Quốc. Redmi Note 8 Pro là điện thoại thông minh đầu tiên tích hợp camera 64 megapixel. Nó được phát hành tại Ý vào ngày 23 tháng 9 năm 2019.

## Thông số kỹ thuật
| Biến thể               | Redmi Note 8                | Redmi Note 8T               | Redmi Note 8 Pro    |
| ---------------------- | --------------------------- | --------------------------- | ------------------- |
| Bộ xử lý               | Qualcomm Snapdragon 665 AIE | Qualcomm Snapdragon 665 AIE | MediaTek Helio G90T |
| Camera phía sau        | 48MP                        | 48MP                        | 64MP                |
| Camera góc cực rộng    | 8MP                         | 8MP                         | 8MP                 |
| Camera cảm biến độ sâu | 2 MP                        | 2 MP                        | 2 MP                |
| Camera macro           | 2 MP                        | 2 MP                        | 2 MP                |
| Camera phía trước      | 13MP                        | 13MP                        | 20MP                |
| NFC                    | Không                       | Đúng                        | Đúng                |